# Macleania crassa
Macleania crassa är en ljungväxtart som beskrevs av A. C. Smith. Macleania crassa ingår i släktet Macleania och familjen ljungväxter. Inga underarter finns listade i Catalogue of Life.